# Knut Ekdal
Knut Ekdal, född 13 januari 1877 i Stora Åby församling i Östergötland, död 2 mars 1961 i Norrköping, var en svensk teckningslärare och målare.
Han var son till kyrkoherden Johan Albert Ekdal och Anna Augusta Thollander samt gift första gången 1904 med Elin Rudenström och andra gången 1915 med Hanna Nilsson.
Ekdal utexaminerades från Tekniska skolan i Stockholm med en teckningslärarexamen. Vid sidan av sitt arbete som lärare var han verksam som konstnär. Separat ställde han ut i bland annat Norrköping och Motala. Hans konst består av landskap och stilleben huvudsakligen med blommor. 